# Gesualdo Bufalino
Gesualdo Bufalino (* 15. November 1920 in Comiso auf Sizilien; † 14. Juni 1996 ebenda) war ein italienischer Schriftsteller. Er verfasste Erzählungen, Romane, Gedichte, Theaterstücke, Aphorismen und Essays.

## Leben
Bufalino studierte Literatur. Während des Zweiten Weltkriegs erkrankte er an Tuberkulose und verbrachte mehrere Jahre in einem Sanatorium. Danach war er als Lehrer für Italienisch und Latein tätig und widmete sich nebenher der Schriftstellerei. Jedoch wurde erst 1981 auf Betreiben seines Freundes Leonardo Sciascia das erste Werk Diceria dell’untore (Das Pesthaus) veröffentlicht, das noch im selben Jahr ausgezeichnet wurde. Der Roman spielt kurz nach dem Zweiten Weltkrieg in einer sizilianischen Tuberkulose-Heilanstalt. Im Mittelpunkt stehen der Erzähler und die unheilbar kranke Marta. Vom Erscheinen des Romans an bis zu seinem Tod erschienen von Bufalino Romane, Kurzgeschichten, Theaterstücke, Gedichte, Aphorismen, Essays, Anthologien und verschiedene Texte über seine sizilianische Heimat.
1996 kam Bufalino in der Nähe seines Heimatorts Comiso bei einem Autounfall ums Leben.

## Werke (Auswahl)
- 1981: Diceria dell’untore.
  - 1989: deutsch als Das Pesthaus.
  - 2009: deutsch als Das Pesthaus. Übersetzt von Karin Fleischanderl, Suhrkamp Verlag, Frankfurt am Main, ISBN 978-3-518-22019-1.
- 1982: Museo d’ombre.
  - 1982: deutsch als Museum der Schatten. Geschichten und Bilder aus Sizilien.
- 1982: L’amero miele.
  - 1995: deutsch und italienisch als Bitterer Honig. L’amero miele. Gedichte.
- 1984: Argo il cieco ovvero i sogni della memoria.
  - 1995: deutsch als Mit blinden Argusaugen oder die Träume der Erinnerung.
- 1986: L’uomo invaso e altri invenzioni.
  - 1989: deutsch als Der Ingenieur von Babel.
- 1988: La menzogne della notte.
  - 1988: deutsch als Die Lügen der Nacht.
- 1991: Qui pro quo.
  - 1994: deutsch als Klare Verhältnisse.

## Auszeichnungen
- 1981: Premio Campiello für Diceria dell’untore (Das Pesthaus)
- 1988: Premio Strega für Le menzogne della notte (Die Lügen der Nacht)
- 1990: Nino Martoglio International Book Award für Bufalinos Gesamtwerk. Dieser Literaturpreis wird seit 1987 in Belpasso verliehen.

Die Bibliothek in Comiso wurde nach Bufalino benannt.